# Coulombiers (Sarthe)
Coulombiers è un comune francese di 431 abitanti situato nel dipartimento della Sarthe nella regione dei Paesi della Loira.

## Società

### Evoluzione demografica
Abitanti censiti